# Maurice Bartelds
Maurice Bartelds (Warnsveld, 8 augustus 1985) is een Nederlands voormalig voetballer die als verdediger voor Go Ahead Eagles en AGOVV Apeldoorn speelde.

## Carrière
Maurice Bartelds speelde in de jeugd van SP Lochem, FC Twente en Go Ahead Eagles. Als speler bij Jong Go Ahead Eagles kwam hij ook één keer in actie in het eerste elftal, in de met 2-0 verloren uitwedstrijd tegen BV Veendam op 29 januari 2007. In 2007 vertrok hij transfervrij naar AGOVV Apeldoorn, waar hij een vaste basisspeler was in het seizoen 2007/08. Hij scoorde tweemaal voor de club in de Eerste divisie, beide keren in doelpuntrijke wedstrijden: Een 4-3 thuisoverwinning tegen HFC Haarlem en in een 4-5 nederlaag tegen FC Emmen. Na een seizoen bij AGOVV werd zijn contract niet verlengd en vertrok hij naar de amateurs van HSC '21. Hierna speelde hij nog in het amateurvoetbal voor Excelsior '31, SVZW Wierden en ten slotte AZSV.
Inmiddels is hij hoofdtrainer bij Rood Zwart in Delden.

### Statistieken
| Seizoen                        | Club            | Land           | Competitie         | Competitie | Competitie | Beker | Beker | Totaal | Totaal |
| Seizoen                        | Club            | Land           | Competitie         | Wed.       | Dlp.       | Wed.  | Dlp.  | Wed.   | Dlp.   |
| ------------------------------ | --------------- | -------------- | ------------------ | ---------- | ---------- | ----- | ----- | ------ | ------ |
| 2006/07                        | Go Ahead Eagles | Nederland      | Eerste divisie     | 1          | 0          | 0     | 0     | 1      | 0      |
| 2007/08                        | AGOVV Apeldoorn | Nederland      | Eerste divisie     | 18         | 2          | 2     | 0     | 20     | 2      |
| 2010/11                        | Excelsior '31   | Nederland      | Topklasse Zaterdag | 27         | 4          | 2     | 0     | 29     | 4      |
| 2011/12                        | Excelsior '31   | Nederland      | Topklasse Zaterdag | 10         | 0          | 2     | 0     | 12     | 0      |
| 2012/13                        | Excelsior '31   | Nederland      | Topklasse Zaterdag | 22         | 1          | 1     | 0     | 23     | 1      |
| Carrièretotaal                 | Carrièretotaal  | Carrièretotaal | Carrièretotaal     | 78         | 7          | 7     | 0     | 85     | 7      |
| Bijgewerkt op 22 augustus 2017 |                 |                |                    |            |            |       |       |        |        |